# Marek Kopelent

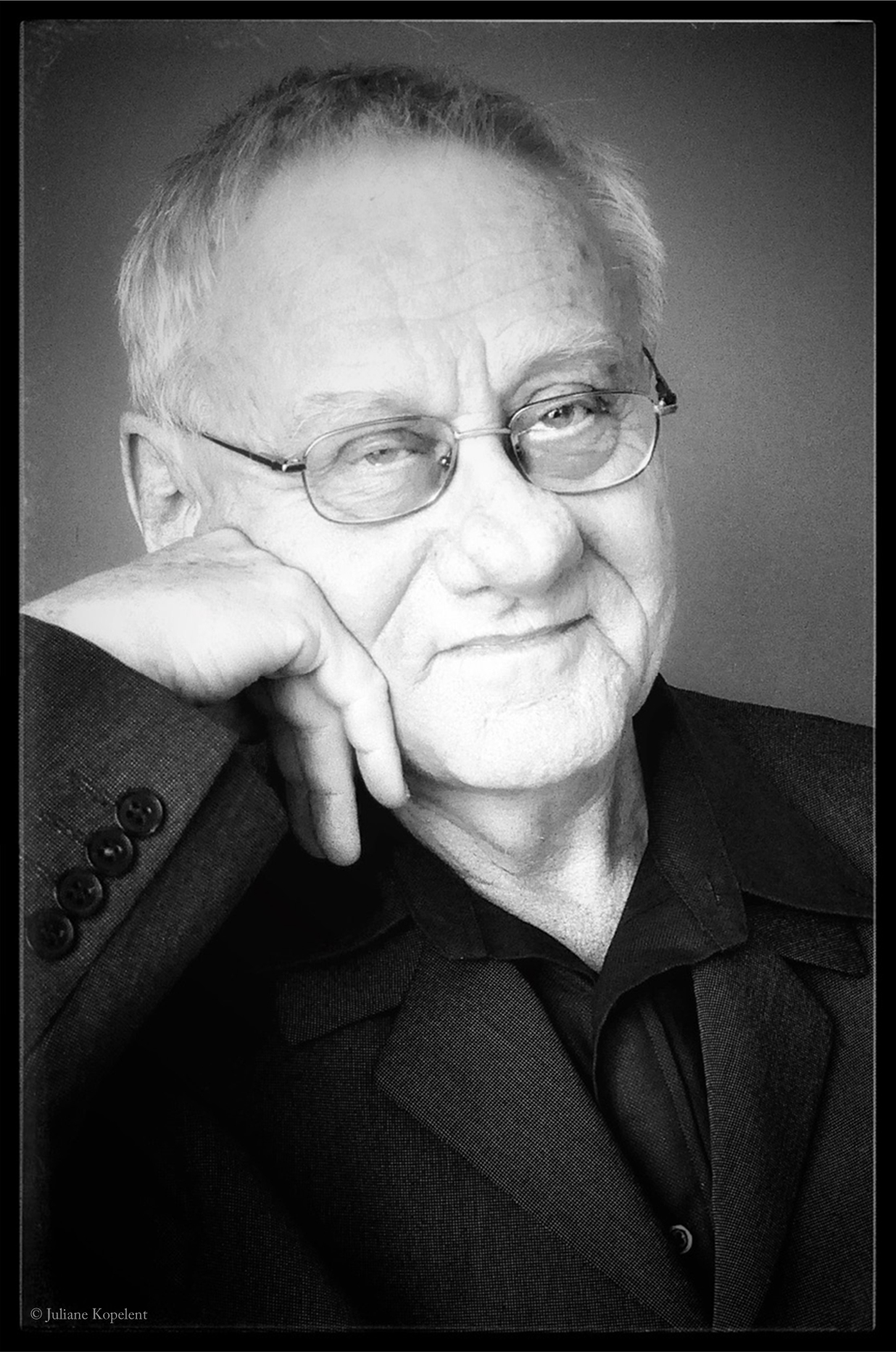
V Praze 2012 © Juliane Kopelent

Marek Kopelent (28. dubna 1932 Praha – 12. března 2023 Praha) byl český hudební skladatel, klavírista, publicista a organizátor.

## Životopis
Již jako student gymnázia se zajímal o komponování a chodil na soukromé hodiny k varhaníkovi dr. Josefu Kubáňovi. V první polovině 50. let 20. století vystudoval skladbu na HAMU u prof. Jaroslava Řídkého. V roce 1965 spoluzaložil Pražskou skupinu Nové hudby. V 60. letech uváděl své skladby na zahraničních festivalech (Varšava, Witten, Donaueschingen). V letech 1965–1973 vedl spolu se Zbyňkem Vostřákem soubor Musica viva Pragensis. V roce 1969 obdržel německé stipendium na roční tvůrčí pobyt v Západním Berlíně. Od poloviny 70. let 20. století jej komunistický režim kvůli jeho názorům ignoroval, Kopelent dále tvořil a jeho skladby se hrály především v zahraničí. Přesto byl Kopelent jedním z českých skladatelů, kteří podepsali tzv. Antichartu. Od roku 1990 vyučoval na katedře skladby HAMU. V letech 1991–1992 zastával funkci hudebního experta Kanceláře prezidenta republiky. V roce 2012 převzal od prezidenta republiky Václava Klause medaili Za zásluhy v oblasti umění I. třídy. Spoluzaložil umělecké sdružení Ateliér 90.

## Citát
| „                | Mým velkým hudebním vzorem v dětství a dospívání byl Rafael Kubelík, jehož jsem obdivoval, když jsem s tatínkem navštěvoval jeho abonentní koncerty. | “ |
| — Marek Kopelent | |   |

## Skladby
- 1963 Canto intimo (pro flétnu a vibrafon)
- 1967 Hallelujah (pro varhany)
- 1967 Snehah
- 1967 Modlitba kamene
- 1968 Sváry (skladba pro 12 sólových nástrojů a orchestr)
- 1969 Žaloby (pro smíšený sbor, trubku a tympány) – vytvořeno během ročního pobytu v Západním Berlíně
- 1969 Bludný hlas (multimediální hudba) – vytvořeno během ročního pobytu v Západním Berlíně
- 1979 Furiant (pro klavírní trio)
- 1979 Musica (singspiel)
- 1980 Nářek ženy (melodram)
- 1981 Legenda de passione St. Adalberti Martyris
- 1982 Symfonie
- 1983 Zjitřený hlas
- 1984 Concertino (skladba pro anglický roh a komorní soubor)
- 1985 Regina lucis pro 36hlasý smíšený sbor
- 1994–1995 Requiem der Versöhnung (mezinárodní kolektivní dílo 14 komponistů, napsal IV. Judex ergo)
- 5 smyčcových kvartetů
- Laudatio pacis (oratorium, společně s Sofii Gubajdulinovou a P. H. Dittrichem)